# Townlands Barn

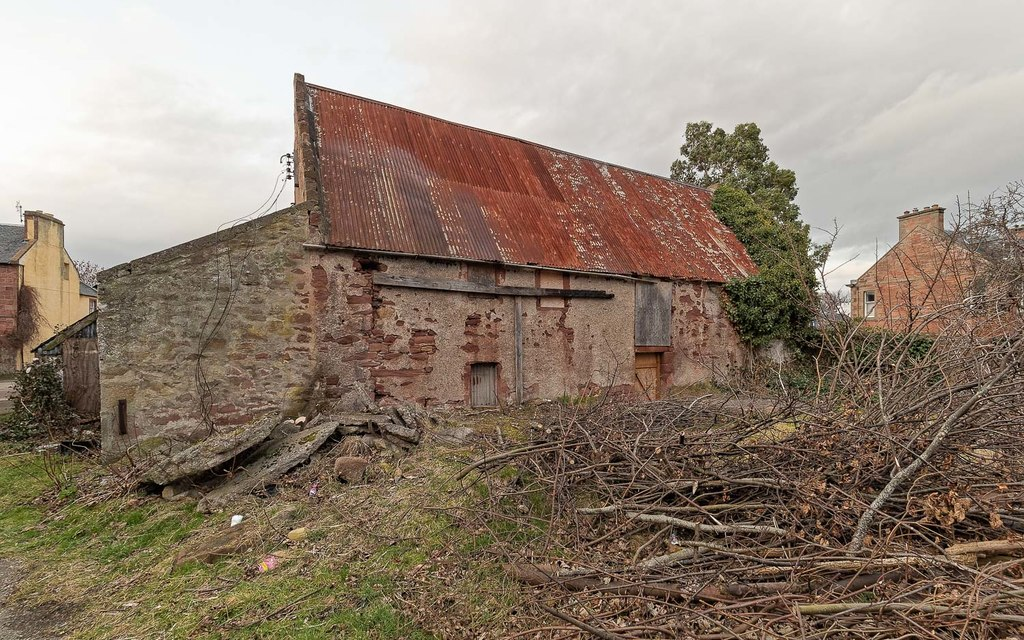
Townlands Barn

Die Townlands Barn, ehemals Sandilands House, ist ein ehemaliges Wohngebäude und heutige Scheune in der schottischen Ortschaft Cromarty in der Council Area Highland. 1980 wurde das Bauwerk in die schottischen Denkmallisten zunächst in der Kategorie B aufgenommen. Die Hochstufung in die höchste Denkmalkategorie A erfolgte 2004.

## Geschichte
Im 17. Jahrhundert stellte die Familie Clunes die Lairds von Sandilands. Sandilands House wurde vermutlich in den 1690er Jahren als Wohnhaus eines Clunes-Lairds errichtet. Am Standort befand sich mit hoher Wahrscheinlichkeit kein Vorgängergebäude. Möglicherweise ließ auch der ehemalige (1670–1690) Dorfpfarrer Bernard Mackenzie mit seiner Frau Jean Clunes das Haus 1694 oder 1695 erbauen oder er kaufte in diesen Jahren das bereits bestehende Haus. Wie auch eine Studie der Robert Gordon University zusammen mit dem US-amerikanischen Mary Washington College aus dem Jahre 1997 ergab, handelt es sich damit um das vermutlich älteste noch bestehende Gebäude Cromartys. Seit dem 19. Jahrhundert hat sich der Name Townlands eingebürgert. Das Gebäude wurde zuletzt als Scheune genutzt.
Aufgrund ihres sich verschlechternden Zustands wurde die leerstehende Townlands Barn 2007 in das Register gefährdeter schottischer Denkmäler aufgenommen. Seit 2006 wird die Möglichkeit einer Nachnutzung und eine einhergehende Restaurierung diskutiert. Zuletzt 2018 wurde der Zustand der Towlands Barn als sehr schlecht jedoch bei moderater Gefährdung eingestuft.

## Beschreibung
Die Townlands Barn steht abseits der High Street (A832) im Zentrum Cromartys. Das längliche Gebäude ist aus gebrochenem Sandstein aufgebaut. Das Obergeschoss mit separatem Eingang am Westgiebel wurde erst später eingezogen. Zur Belüftung sind jeweils zwei gepaarte Vierpässe an den Giebelseiten und fünf entlang der Südseite unterhalb der Traufe eingelassen. Das abschließende Satteldach mit Stufengiebeln ist heute mit Wellblech eingedeckt. Bei der Pultdach-Remise handelt es sich um einen späteren Anbau. Obschon verschiedene Installationen im Innenraum im Laufe der Jahrhunderte verloren gingen, sind unter anderem der Kamin und die bogengetragenen Öffnungen von bauhistorischem Interesse.
Im Bereich vor dem Haus deuten keine Spuren auf das Vorhandensein eines Gartens hin. Hingegen wurden die Überreste zweier Pferdegöpel aus dem späten 19. oder frühen 20. Jahrhundert gefunden, deren Anlage das Aufschütten des Grundes um rund einen Meter erforderte. Die Welle, welche der Kraftübertragung zum Haus diente, ist im Erdreich erhalten, jedoch noch nicht eingehend untersucht.